# Bretesuchus
Bretesuchus is een geslacht van uitgestorven sebecosuchide Mesoeucrocodylia binnen de familie Sebecidae, bekend uit het noordwesten van Argentinië. Het was een grote apexpredator ('toproofdier') (totale lengte ongeveer vier meter).

## Ontdekking
Fossielen van Bretesuchus zijn gevonden in de vindplaats El Brete, van de Maíz Gordo-formatie in het noordwesten van Argentinië en dateren uit het Thanetien van het Laat-Paleoceen, ongeveer 58,7-55,8 miljoen jaar geleden.

### Etymologie
Bretesuchus werd in 1993 benoemd door Zulma Gasparini, Marta Fernandez en Jaime Eduardo Powell en de typesoort is Bretesuchus bonapartei. De geslachtsnaam verwijst naar de vindplaats El Brete, waar de fossiele overblijfselen werden gevonden, en suchus, gelatiniseerd van het Griekse souchos, een Egyptische krokodillengod. De soortaanduiding eert José Fernando Bonaparte.
Het holotype is PVL 4735, een schedel met onderkaken.

## Beschrijving
De schedel is ongeveer zestig centimeter lang. De snuit loopt taps naar voren uit. De snuit is hoog en het voorste deel, de praemaxillae, hang wat af. Dat schept een groot en hoog diasteem waarin een langere vierde tand van de onderkaak past. Van de acht tanden in het bovenkaaksbeen is de tweede en vijfde erg lang.

## Fylogenie
De sterk gebogen premaxilla laat zien dat het binnen de onderorde Sebecosuchia ligt, een groep van voornamelijk Zuid-Amerikaanse landbewonende carnivore crocodylomorfen met kenmerkende zijdelings samengedrukte snuiten. Bretesuchus werd oorspronkelijk toegewezen aan zijn eigen familie Bretesuchidae die de zustergroep van Sebecus bleek te zijn. In 2007 werd een soort van Sebecus querejazus uit de Santa Lucia-formatie uit het Vroeg-Paleoceen van Bolivia opnieuw geclassificeerd als een bretesuchide. Het kreeg zijn eigen geslacht Zulmasuchus. Recente fylogenetische analyses vonden echter dat Bretesuchidae diep in Sebecidae nestelden en er dus synoniem mee waren. Zulmasuchus bleek nauw verwant te zijn aan Sebecus, zoals oorspronkelijk was voorgesteld.